# Endspurt (1970)
Endspurt ist ein deutscher Fernsehfilm aus dem Jahre 1970 von Harry Meyen mit Heinz Rühmann in der Hauptrolle des 80-jährigen Sam Kinsale, der auf seine Lebensstationen zurückblickt. An seiner Seite wirken Hans Söhnker, Regisseur Harry Meyen und Willi Kowalj immer als Kinsale in den vier jeweils 20 Jahre früheren Lebensabschnitten. Die Komödie basiert auf einer Vorlage von Peter Ustinov, der seine Geschichte ein „biographisches Abenteuer“ genannt hat.

## Handlung
Der Schriftsteller Sam Kinsale ist ein alter Mann geworden. Im Greisenalter von 80 Jahren besinnt er sich zurück und setzt sich mit seinen jüngeren alter egos im 20-Jahres-Abstand auseinander. Als junger Mann von 20 Jahren begegnete er seiner großen Liebe Stella, mit der er sein Leben verbringen möchte und heiratet sie bald darauf. Die nächste Zwischenbilanz erfolgt zwei Dekaden später. Der Ehe und Stella überdrüssig, würde sich Sam gern wieder von Stella trennen, doch seine Frau erwartet ein Kind von ihm. Diese Zwischenbilanz fällt dementsprechend durchwachsen aus. Ein bekannter Schriftsteller geworden, merkt Kinsale mit 60 Jahren immer mehr, dass er – beruflich wie privat – Kompromisse eingegangen ist, die ihn bisweilen frustriert zurückließen. Summa summarum aber, so muss der greise Kinsale konstatieren, kann er sich über den Verlauf seines Lebens nicht beklagen.

## Produktionsnotizen
Endspurt entstand 1970 in Anwesenheit von Ustinov und wurde am Sonntag, den 15. November 1970 um 20 Uhr 15 im ZDF erstmals ausgestrahlt. Der Film kam 2015 auf DVD heraus.
Otto Stich entwarf das Szenenbild, Claudia Stich die Kostüme.

## Rezeption
Anlässlich der Fernsehpremiere konnte man im November 1970 in der Programmzeitschrift Hörzu lesen: „Peter Ustinovs Idee, mehrere Altersstufen eines Lebens neben- und gegeneinanderzustellen, hat Witz. Auch weist die Darstellerliste von ‚Endspurt‘ profilierte Namen auf, an ihrer Spitze Heinz Rühmann. Dass hochgespannte Erwartungen trotzdem nicht erfüllt wurden, lag an der Regie des sonst so einfallsreichen Harry Meyen. Sie ließ die Zügel locker und brachte konventionell ein Bühnenstück als Bühnenstück auf den Bildschirm.“
Rühmann selbst, der lange Zeit (bis 1967) einen großen Bogen um Fernsehrollen gemacht hatte, äußerte sich im Produktionsjahr 1970 zu der großen Chance, die ihm das Fernsehen gegenüber dem Kinofilm bot, in der Münchner Abendzeitung wie folgt: „Im Bereich des Fernsehens werden mir viel bessere Möglichkeiten geboten. Der deutsche Film ist auf dem Nullpunkt angelangt, da gibt es keine interessanten Angebote mehr.“ Regisseur Meyen lobte seinen Star Rühmann nach Abschluss der Dreharbeiten: „Er ist wirklich ein ungewöhnlicher Mann. Seine Disziplin und sein Arbeitseifer sind beispiellos.“